# リチウムイオンポリマー二次電池
リチウムイオンポリマー二次電池（リチウムイオンポリマーにじでんち）またはLiPo、Li-Po、リポ、リチウムポリマー、ポリマー電池は、リチウムイオン二次電池の一種である（以下ポリマー電池と記す）。

## 概要
狭義のポリマー電池は、電解質に重合体（ポリマー）を使用したものである。広義のポリマー電池とは電解質以外にも、負極・正極の活物質に導電性高分子などを用いたものも含まれる。
現在実用化されているポリマー電池とは、電解質にポリエチレンオキシドやポリフッ化ビニリデンからなるポリマーに電解液を含ませてゲル化したものであり、本質的にはリチウムイオン二次電池と変わりはない。
引火性のある電解液と比べてポリマー自体の安全性は高いが、爆発などの危険性が無くなった訳ではない。

## 構造上の特徴
- 電解質が準固体状態であるため、液漏れはしない[3]。
- 外装容器として缶ではなくアルミラミネート袋を用いるため、薄型で希望の形状を製造でき、薄型モバイル機器に適する[4]。
- 電解質以外は基本的にリチウムイオン二次電池と共通材料を使用しており、高エネルギー密度と高性能が可能[4][5]。

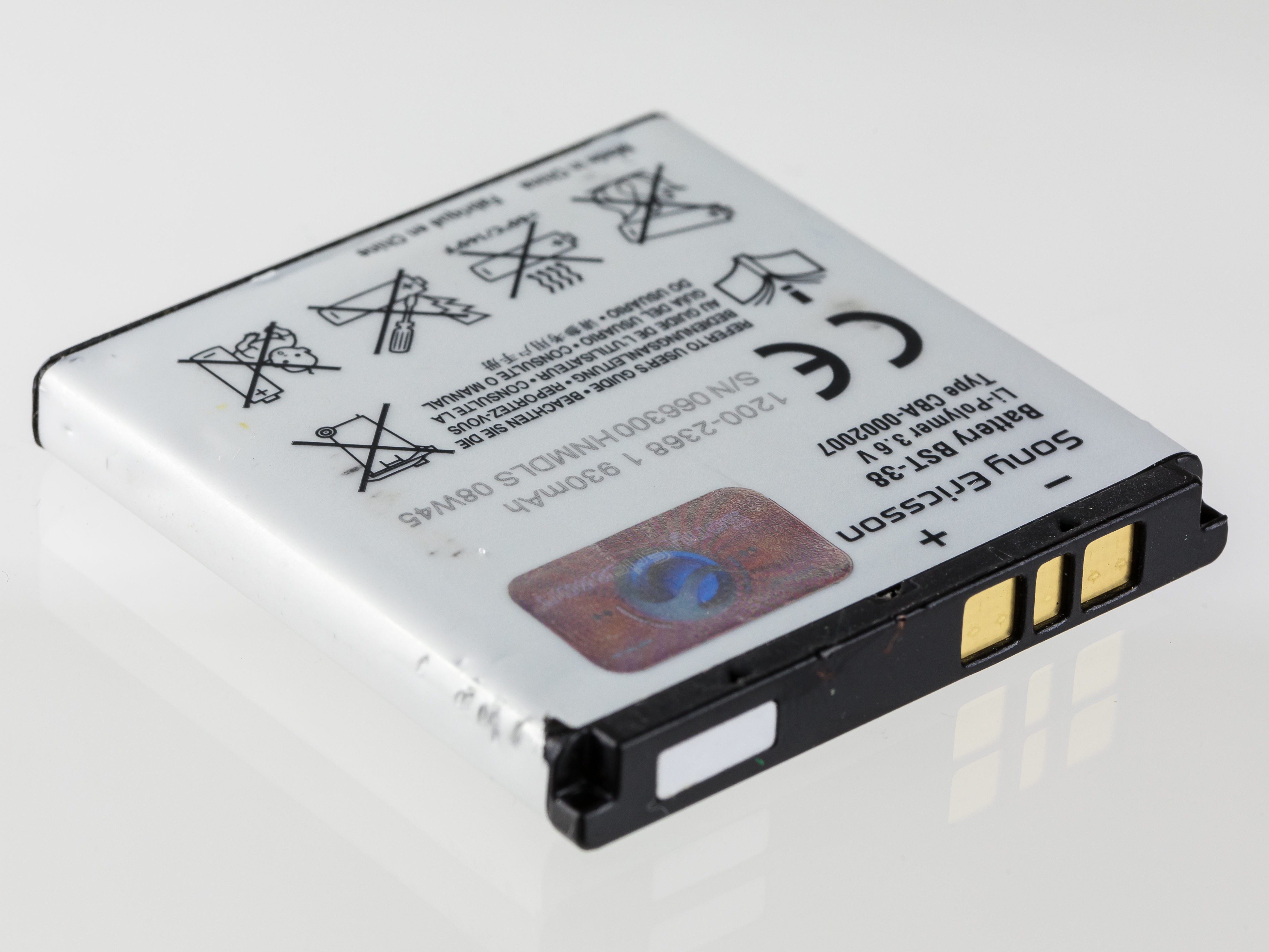
携帯電話用リチウムポリマー電池
定格は3.7ボルトになっている

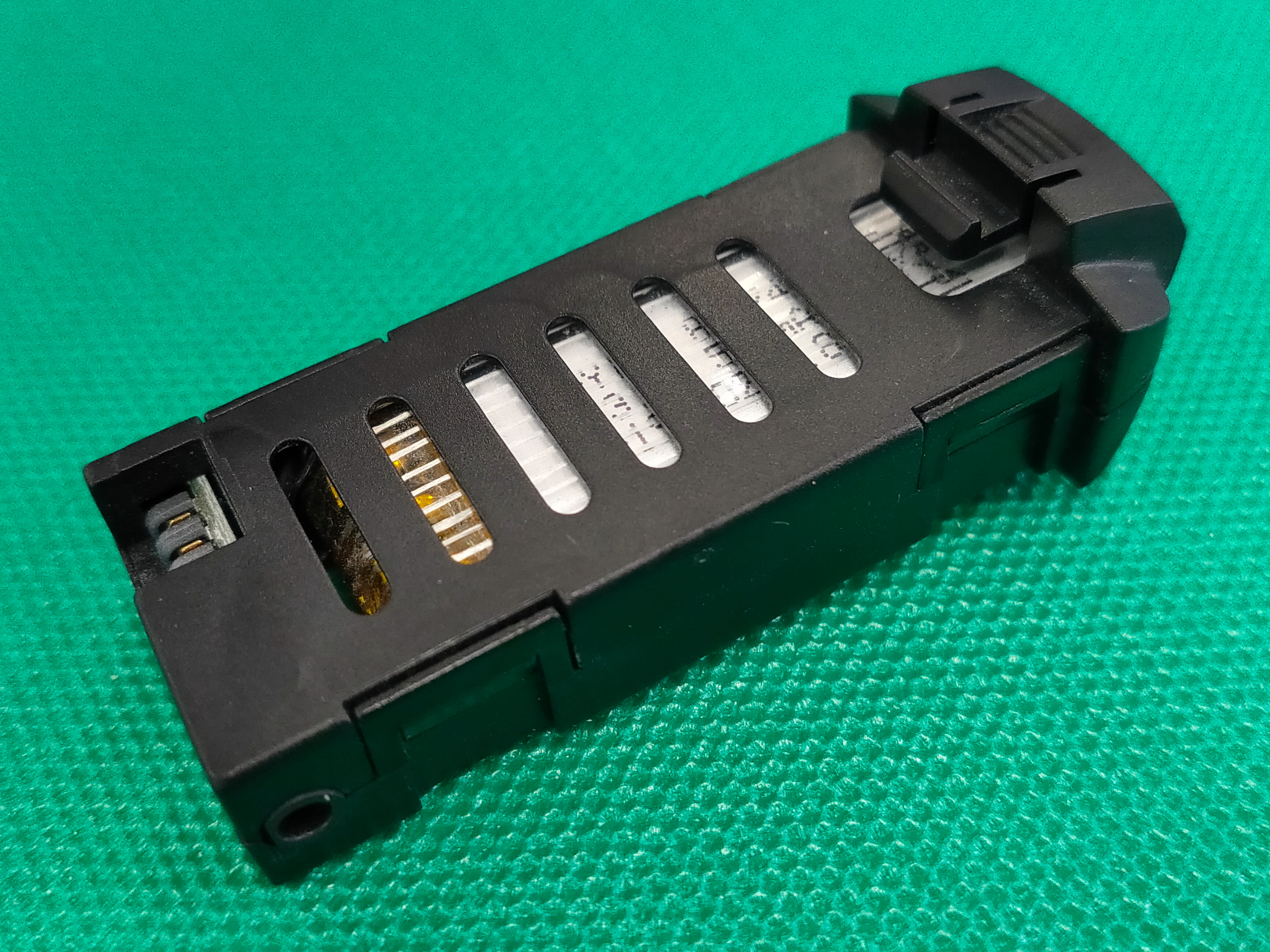
マルチコプター用 Li-Po バッテリー（3.7V）

- リチウムイオン二次電池と同じく他の方式の二次電池に比べて軽量で、メモリー効果がない。

## 主な用途
- iPhone[6]などのスマートフォン、携帯電話、その他携帯機器
- ラジコン模型自動車、電動ガン[7]
- マルチコプター
- ハイブリッドカー（一部）、電気自動車、電気バス、電動スクーター

## 危険性について

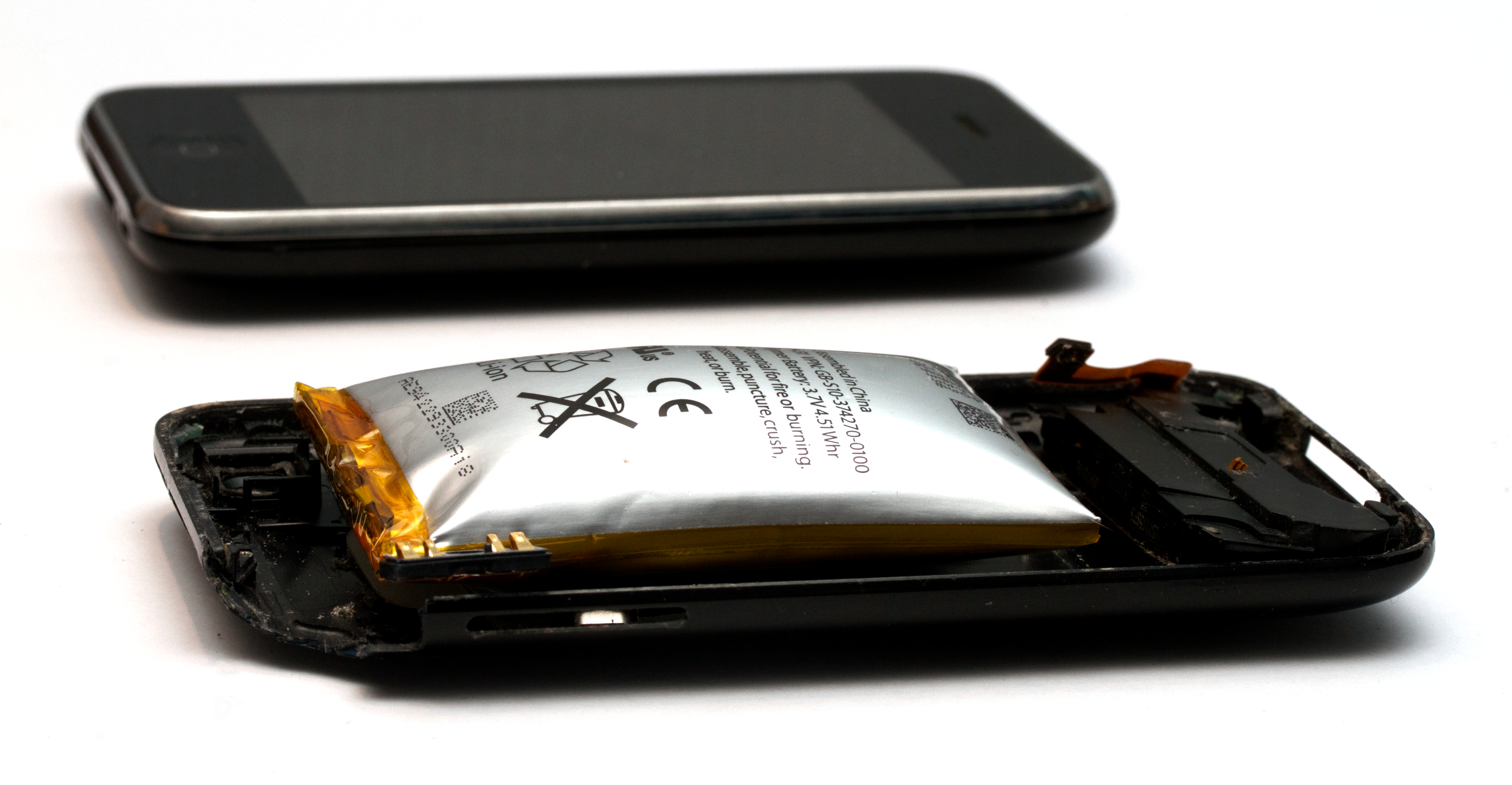
短絡により膨張したバッテリー

リチウムイオンポリマー電池は、従来の電池に比べて反応性に富む素材を使っており、エネルギー密度が高いことから、使い方を誤ると重大な事故に至る可能性がある。ただし電子機器やおもちゃ等に内蔵される形で手に入るリチウムイオンポリマー電池は、それ自体に充放電制御回路や短絡・過熱保護回路が付属しているため、通常使用にあたって特にその使い方に注意を払う必要はない。
しかし、もしバッテリーが膨らんでいる場合は過充電などでバッテリー内部に可燃性ガスが発生している可能性があるため、早めに交換対応をした方が良い。
一方で、専用の充電器の利用を想定してセル単体で流通するリチウムイオンポリマー電池については、ニッケル・カドミウム蓄電池(Ni-Cd)やニッケル・水素充電池(Ni-MH)と同様に運用することはできない。Ni-Cd/Ni-MH用充電器で充電を行うと、充電が止まらず過充電となり、バッテリーが異常発熱し、膨張･火災の原因となる。過放電も禁物であり、保管時には過放電にならない程度に放電しておくことが望ましい。充電状態で保管すると内部短絡等で発火に至る場合があるほか、パッケージが外部の衝撃を吸収する構造ではない為、折り曲げたり強い衝撃を受けたりすると内部が短絡する可能性がある、その状態で充放電を行うと最悪の場合発火、炎上する可能性がある。